# Человек ли это?
«Человек ли это?» (итал. Se questo è un uomo), — книга итальянского еврейского писателя Примо Леви о своём аресте нацистами как члена итальянского антифашистского движения в феврале 1944 года, последующем заключении в концлагере Освенцим (Аушвиц) и освобождении 27 января 1945 года.

## История издания
Первая рукопись книги была завершена в декабре 1946 года. Автор отнёс её в одну из крупнейших редакций в Италии «Эйнауди», но там от издания отказались. Тогда писатель нашёл редакцию попроще, и книга была опубликована в небольшом издательстве «Де Сильва» тиражом в 2500 экземпляров, 1500 из которых были реализованы в родном городе писателя — Турине. Несмотря на положительные отзывы книга большого успеха не имела. Второе издание было выпущено в 1958 году издательством «Эйнауди», которое всё-таки согласилось переиздать книгу. На этот раз интерес к произведению значительно возрос.
На английском языке книга была издана в 1959 году в переводе Стюарда Вульфа, через два года Хайнц Редит перевёл книгу на немецкий язык. Леви лично следил за точностью перевода, особенно на немецкий язык: в книге «Канувшие и спасенные» он написал:

…Я не доверял немецкому издателю. Я написал ему, практически, наглое письмо с предупреждением: не удалять и не перемещать ни единого слова в тексте. Я настаивал, чтобы он присылал мне перевод частями… я хотел проверить не сколько лексическую точность, сколько смысловую, его внутреннюю суть…
Немецкое издание имело специальное предисловие с обращением к немецкому народу, в котором Леви сказал, что написал эту книгу со страстным желанием напомнить им, что они сделали.
Книга «Человек ли это?» часто публикуется вместе со второй книгой свидетельств писателя о Холокосте — «Перемирие» (итал. La tregua) (1963), отмеченной премией Кампьелло, по которой в 1997 году был поставлен одноимённый фильм.
Был издан сценарный вариант книги, по которому пьеса была поставлена в нескольких театрах. В 2005 году шотландским режиссёром Ричардом Уилсоном, одна из постановок лондонского Королевского Национального Театра, была снята и издана как видеофильм под названием «Примо».
В России впервые была опубликована в 2001 году (перевод с итальянского Е. Дмитриевой) в издательстве «Текст» (208 с. ISBN 5-7516-0214-5). Вступление для Российского читателя «Послание современникам и потомкам» написал Михаил Швыдкой.

## Вступление
Книга начинается со стихотворного вступления. Оригинальный размер стихотворения приглашает читателя к раздумию, ссылаясь на уничтоженных людей, как недочеловеков, к определению степени, до которой узник Освенцима может сохранить свою человечность. Стихотворение объясняет название книги и определяет тему книги: человечность в разгаре бесчеловечности.
Финальная часть стиха, начинающаяся со слов Представьте объясняет цель написания книги: запечатлеть всё, что произошло для последующих поколений, чтобы те поняли значимость пережитых им событий.
Форма стиха перекликается с Шемой — еврейским литургическим текстом, состоящим из 4 цитат из Пятикнижия и заклинает о памяти и передаче учений иудейской веры.

| Человек ли это? Вы, что живете спокойно В теплых своих жилищах, Вы, кого дома по вечерам Ждет горячий ужин и милые лица, Подумайте, человек ли это — Тот, кто не знает покоя, Кто работает по колено в грязи, Кто борется за хлебные крохи, Кто умирает по слову «да» или «нет» Подумайте, женщина ли это — Без волос и без имени, Без сил на воспоминанья, С пустыми глазами, с холодным лоном Точно у зимней лягушки? Представьте, что все это было: Заповедую вам эти строки. Запечатлейте их в сердце, Твердите их дома, на улице, Спать ложась, просыпаясь. Повторяйте их вашим детям. А не то пусть рухнут ваши дома, Пусть болезнь одолеет, Пусть отвернутся от вас ваши чада. (Перевод Евгения Солоновича) | Оригинальный текст (итал.)Se questo è un uomo Voi che vivete sicuri Nelle vostre tiepide case voi che trovate tornando a sera Il cibo caldo e visi amici: Considerate se questo è un uomo Che lavora nel fango Che non conosce pace Che lotta per mezzo pane Che muore per un sì o per un no. Considerate se questa è una donna Senza capelli e senza nome Senza più forza di ricordare Vuoti gli occhi e freddo il grembo Come una rana d’inverno. Meditate che questo è stato Vi comando queste parole. Scolpitele nel vostro cuore Stando in casa andando per via Coricandovi alzandovi Ripetetele ai vostri figli. O vi si sfaccia la casa La malattia vi impedisca I vostri nati torcano il viso da voi. (итал.) | Оригинальный текст (англ.)If This Is a Man You who live safe In your warm houses, You who find, returning in the evening, Hot food and friendly faces: Consider if this is a man Who works in the mud, Who does not know peace, Who fights for a scrap of bread, Who dies because of a yes or a no. Consider if this is a woman Without hair and without name, With no more strength to remember, Her eyes empty and her womb cold Like a frog in winter. Meditate that this came about: I commend these words to you. Carve them in your hearts At home, in the street, Going to bed, rising; Repeat them to your children. Or may your house fall apart, May illness impede you, May your children turn their faces from you. (англ.) | Оригинальный текст (нем.)Ist das ein Mensch? Ihr, die ihr gesichert lebet In behaglicher Wohnung; Ihr, die ihr abends beim Heimkehren Warme Speise findet und vertraute Gesichter: Denket, ob dies ein Mann sei, Der schuftet in Schlamm, Der Frieden nicht kennt, Der kämpft um ein halbes Brot, Der stirbt auf ein Ja oder Nein. Denket, ob dies eine Frau sei, Die kein Haar mehr hat und keinen Namen, Die zum Erinnern keine Kraft mehr hat, Leer die Augen und kalt ihr Schoß Wie im Winter die Kröte. Denket, daß solches gewesen. Es sollen sein diese Worte in eurem Herzen. Ihr sollt über sie sinnen, wenn ihr sitzet In einem Hause, wenn ihr geht auf euren Wegen, Wenn ihr euch niederlegt and wenn ihr aufsteht; Ihr sollt sie einschärfen euern Kindern. Oder eure Wohnstatt soll zerbrechen, Krankheit soll euch niederringen, Eure Kinder sollen das Antlitz von euch wenden. (нем.) |

## Сюжет книги
По словам автора книга написана, в первую очередь, не для ещё одного описания чудовищной правды о лагерях смерти и не для новых обвинений, а, цитируя, …«скорее содержащиеся в ней факты могут послужить для беспристрастного изучения некоторых особенностей человеческой души… История лагерей уничтожения должна стать зловещим сигналом опасности»…
Эта книга — жизнеописание автора с момента своего ареста 13 декабря 1943 года по 27 января 1945 года. Все описанные сюжеты и люди — реальные. Арест, фильтрационный лагерь для евреев в Италии, путь в Освенцим, жизнь в лагере смерти. За два года были холод, голод, бесполезная работа, издевательства нацистов над заключёнными, смерть, лазареты и прочие ужасы. Автор пытается разобраться в человеческой душе, когда у человека отнято все: свобода, вещи, время; когда к человеку относятся как к низшему существу. Каким бесчеловечным может стать не только мучитель, но и его жертва. Особенно, когда начались бомбёжки окрестностей лагеря, и палачи начали понимать, что устоявшаяся система скоро рухнет, и они могут в будущем встретить на свободе тех, над кем издевались и унижали.
Благодаря химическому образованию Примо Леви попадает на работу в химическую лабораторию, что немного, но облегчает условия жизни. Но поскольку в лагере была ужасная антисанитария, в январе 1945 года он заболевает скарлатиной и попадает в инфекционный лазарет, где и встречает своё освобождение (из 650 итальянских евреев в Аушвице выжило около 20-ти человек).

## Значение книги
Значение книги, особенно для новых поколений, очень велико. Хоть она и не завоевала ни одной крупной награды, она находится в списках самых значимых книг XX века:
- 100 книг века по версии Le Monde.
- 110 книг, обязательных для прочтения по версии газеты «Daily Telegraph» (англ.). telegraph.co.uk. Дата обращения: 17 июля 2025.